# زابورووو (گمینا یانوویتس کوشچیلنه)
زابورووو (به لهستانی:  Zaborowo) یک روستا در لهستان است که در گمینا یانوویتس کوشچیلنه واقع شده‌است. زابورووو ۱۶۰ نفر جمعیت دارد.